# Novabrasil
Novabrasil, anteriormente Novabrasil FM, é uma rede de rádio brasileira sediada na cidade de São Paulo, possuindo afiliadas nas regiões Sudeste, Nordeste e Centro-Oeste do Brasil. A rede pertence ao Grupo Thathi de Comunicação e é reconhecida por sua programação musical ser predominante da "nova e moderna MPB". A rede foi lançada em 1.º de junho de 2000, após a aquisição das antigas emissoras da rede Manchete FM pelo empresário Orestes Quércia (incorporada as Organizações Sol Panamby), e sua cabeça de rede é a emissora paulistana.

## História
O embrião do projeto de uma rede de emissoras comandadas pelas Organizações Sol Panamby no FM surgiu em 1996, quando a Nova FM de Campinas passou a repetir integralmente a programação da Nova FM de São Paulo. Ambas possuíam programação adulto-contemporânea, sendo que a emissora de Campinas foi a primeira aquisição do grupo, já trabalhando neste formato desde 1985.
Em setembro de 1999, foi revelado em matéria da Folha de S.Paulo que o empresário Orestes Quércia comprou as cinco emissoras que formavam a rede Manchete FM (São Paulo, Rio de Janeiro, Brasília, Salvador e Recife) por 8 milhões de dólares. Naquele momento, elas estavam arrendadas à Igreja Renascer em Cristo, que já estava providenciando uma nova frequência para operar sua rede, a Manchete Gospel FM.
Inicialmente, foi cogitado que fosse lançada uma rede com programação popular, mas declinaram da proposta devido à concorrência que já existia. A iniciativa de lançar uma rádio de música brasileira (focada na MPB contemporânea) surgiu quando a Musical FM de São Paulo foi arrendada à Igreja Deus é Amor. Com a brecha deixada, optou-se por lançar uma rede para o mercado MPB. O nome escolhido para essa rede foi Novabrasil FM e sua inauguração oficial ocorreu à meia-noite de 1º de junho de 2000, inicialmente para São Paulo e Campinas (substituindo as duas emissoras que já pertenciam as Organizações Sol Panamby). Aos poucos, a rede foi assumindo as emissoras que pertenciam ao Grupo Bloch, estreando a filial carioca em 1º de novembro de 2000. Em seguida, entrou no ar a filial de Brasília e, em março de 2002, entraram no ar as emissoras de Salvador e Recife.
Com a estreia da nova programação em São Paulo, a audiência cresceu 54%, com média de 24,2 mil ouvintes já nos primeiros três meses. Nas demais praças, houve aumento de audiência entre as classes A e B. No entanto, a rede deixou de ser transmitida no Rio de Janeiro em outubro de 2002, após um arrendamento para a então recém-lançada Nossa Rádio, emissora do missionário R. R. Soares. Atualmente, é a segunda maior rede de rádios do Brasil no segmento adulto contemporâneo nos três índices (afiliadas, audiência e faturamento, exceto a audiência em SP, que por pouca diferença, supera a Antena 1), e é a maior se contado o fator "música brasileira", uma vez que seus concorrentes são geralmente emissoras locais e/ou educativas.
Em 4 de junho de 2016, a Novabrasil FM de Campinas deixou o projeto da rede e voltou a se chamar Nova FM, desta vez assumindo um projeto adulto-contemporâneo mesclando a tradicional MPB com sucessos internacionais. Em 11 de setembro de 2017, a rede estreou sua primeira afiliada na cidade de Birigui, interior de São Paulo.
No fim do primeiro semestre de 2018, a Novabrasil FM começou uma nova expansão de sua rede e inaugurou afiliada em Goiânia. Posteriormente, retomou os trabalhos no Rio de Janeiro e inaugurou sua afiliada internacional, em Lisboa, Portugal. E no dia 13 de setembro, em parceria com o Grupo de Comunicação O Povo, a Novabrasil FM estreou em Fortaleza, operando na frequência 106.5 MHz, ocupando o lugar da Mucuripe FM.
Em 2 de janeiro de 2019, a Nova Brasil FM estreou mais uma afiliada, agora em Aracaju, pertencente ao Sistema Atalaia de Comunicação, na frequência 93.5, ocupando o lugar da Mix FM Aracaju, antiga afiliada da Mix FM, O horário de estreia da emissora foi ás 18h (horário de Brasília), durante o programa Radar.  Em março de 2019, foi confirmada a chegada da Novabrasil FM em Teresina. A emissora estreou no dia 1 de abril na frequência 97,5 anteriormente ocupada pela CBN Teresina, porém a afiliada só existiu até o dia 1 de julho, quando a transmissão da Novabrasil FM na capital foi interrompida para a fase de expectativa para a volta da CBN com a venda da emissora para o Grupo de Comunicação O Povo. No mesmo ano, em agosto, foi anunciada uma afiliada em Maceió, através da migração da Rádio Palmares AM 800, que estava fora do ar desde 2018.
Em outubro de 2020, foi confirmada a venda da rede Novabrasil FM e das demais empresas de comunicação do Grupo Solpanamby ao Grupo Thathi de Comunicação, do empresário Chaim Zaher, com base em Ribeirão Preto. A nova administração assume no mês seguinte.
Em 1 de dezembro de 2020, a rádio incorporou as rádios Cultura FM de Araçatuba, a Nova FM de Campinas e a Thathi FM de Ribeirão Preto tornando-se emissoras próprias da rede, enquanto a Novabrasil FM Birigui deixou a rede, passando a retransmitir a Play FM.
Em 25 de março de 2025, a Novabrasil chegou a Vitória, no Espírito Santo, através da Novabrasil Vitória, sua nova afiliada, fruto da joint-venture entre o Grupo Sá Cavalcante e a Rede SIM. A estação ocupa a frequência 90,1 FM, anteriormente tomada pela BandNews FM.